# Jagdpanzer IV
O Jagdpanzer IV foi um destruidor de tanques utilizado pela Alemanha Nazista durante a Segunda Guerra Mundial. 
Juntamente com o Sturmgeschütz III, era um dos principais blindados anti-tanque do exército alemão, e estava disponível em um número relativamente grande.

## Desenvolvimento
Depois da Batalha de Stalingrado, em setembro de 1942, um dos braços da Wehrmacht, o Heereswaffenamt, ordenou um novo padrão de canhões de assalto, no qual consistia em 100 mm de blindagem frontal, 40-50 mm nas laterais, esteiras mais largas, distância em relação ao solo de 50 cm, velocidade máxima de 26 km/h e a altura mais baixa permitida. O novo projeto do Panzerjäger ("caçador de tanques" em alemão) estaria equipado com o mesmo canhão de 75 milímetros do Panther, o Pak 42 L/70. Inicialmente um novo chassi foi planejado, mas o chassi do Panzer IV teve que ser usado.
Esforços anteriores para montar canhões maiores em chassis menores resultaram na série Marder, bem como o StuG III. Porém a série Marder tinha um perfil alto e tinham o compartimentos da tripulação aberto, oque as deixavam vulneráveis a artilharia, e granadas de mão da infantaria. O novo projeto tem um perfil baixo e uma super-estrutura completamente fechada.
O Jagdpanzer IV utilizava o chassi Panzer IV-7 (conhecido como BW7), mas a placa da blindagem frontal quase-vertical foi substituída por placas de blindagem inclinadas. Internamente, o layout foi alterado para acomodar a nova superestrutura, movendo-se os tanques de combustível e o compartimento de munições. Já que assim como os outros blindados da série Jagdpanzer, o Jagdpanzer IV não possuía uma torre rotativa, então o motor que originalmente rotacionava a torre do Panzer IV foi eliminado.
A nova superestrutura tinha 80 mm de blindagem inclinada, que é muito maior do que uma blindagem vertical de 100 mm. Para tornar o processo de fabricação o mais simples possível, a superestrutura foi feita de placas grandes, que foram soldadas entre si.
O armamento consistia de um canhão principal 75 mm. Originalmente destinado a ser o Pak 42 L/70, mas devido à escassez de armas, inicialmente foi equipado com o 75 mm Pak 39 L/43 para a pré-produção, e mais tarde o 75 mm Pak 39 L/48 para a variante de produção inicial. Estes eram mais curtos e menos poderoso do que o Pak 42.
Instalando o Pak 42, que era um canhão muito mais pesado, significava que o mantelete do Jagdpanzer IV também teria um excesso de peso, especialmente com a armadura frontal. Isso o fez menos móvel e mais difícil de operar em terrenos acidentados. Para impedir que os aros de borracha dos rolamentos das esteiras se danificassem pelo peso do veículo, algumas versões posteriores contavam com rolamentos de aço instalados.
O protótipo final da Jagdpanzer IV foi apresentado em dezembro de 1943, e a produção começou em janeiro de 1944, com a variante equipada com o Pak 39 L/48 ficando em produção até novembro. A produção da variante equipada com o Pak 42 L/70 começaram em agosto e continuaram até março/abril de 1945.

## Histórico de combate

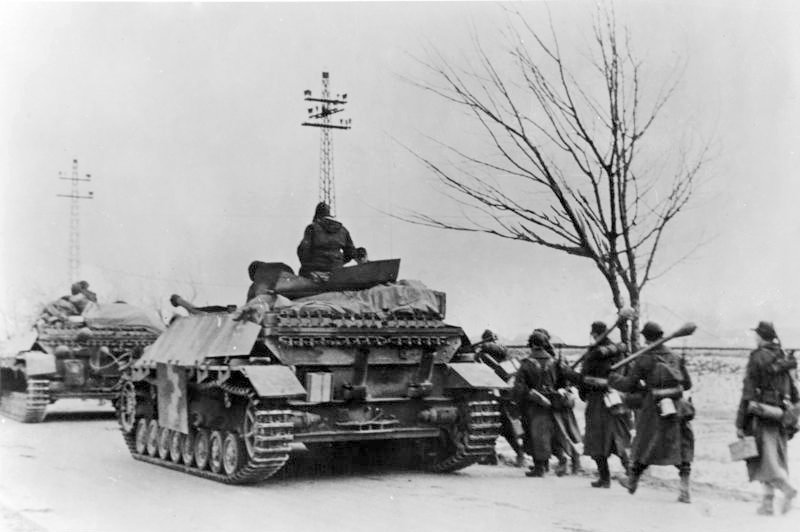
Jagdpanzer IV de apoio a infantaria, Hungria, 1944.

O Jagdpanzer IV serviu nos regimentos anti-tanque das divisões Panzer e SS Panzer. Eles batalharam na Normandia, a Ofensiva das Ardenas e na Frente Oriental. Eles eram destruidores de tanques de muito sucesso, mas tinham um fraco desempenho quando usado fora de seu papel, como substitutos para tanques ou canhões de assalto, como a maioria dos destruidores de tanques eram.
Nos últimos estágios da guerra no entanto, eles foram cada vez mais usados como substitutos do tanque, porque houve muitas falta de blindados disponíveis.
A Romênia recebeu vários Jagdpanzer IV/70 capturados pelo Exército Vermelho após a guerra, e foram oficialmente designados como TAS T4 no inventário, e foram utilizados até 1950. Todos os blindados alemães foram desfeito em 1954.
Um dos mais notáveis azes do Jagdpanzer IV foi SS-oberscharführer Rudolf Roy do 12º Batalhão SS Panzerjäger, da 12ª Divisão SS Panzer. Ele foi morto aos 24 anos por um atirador americano ao olhar para fora da escotilha do seu Jagdpanzer IV, em 17 de dezembro de 1944, durante a Ofensiva das Ardenas, na Bélgica.

Jagdpanzer IV durante o Dia-D, Normandia, França, 1944.

Após a guerra, a Alemanha Ocidental continuou o conceito Jagdpanzer com o Kanonenjagdpanzer, mas alguns outros canhões autopropulsados sem torre fixa foram construídos após a guerra.
Junto com Panzer IVs e Sturmgeschütz IIIs, a Síria adquiriu 6 unidades do Jagdpanzer IV L/48 na década de 1950, e estes foram usados nos conflitos com Israel até 1967.